# 南晓镇
南晓镇，是中华人民共和国广西壮族自治区南宁市良庆区下辖的一个乡镇级行政单位。

## 行政区划
南晓镇下辖以下地区：
南晓社区、晓元村、陵桂村、台马村、派双村、同里村、大满村、平朗村、团东村、雅王村、那敏村、福里村、新民村和团城村。